# Tricliona lakshmi
Tricliona lakshmi es una especie de insecto coleóptero de la familia Chrysomelidae.
Fue descrita científicamente en 1984 por Takizawa.